# Шивбоси
Шивбо́си (чув. Шывпуç) — деревня в Красноармейском районе Чувашской Республики.

## География
Находится в северной части Чувашии, на расстоянии приблизительно 11 км на юг-юго-восток по прямой от районного центра села Красноармейское.

## История
Известна с 1795 года как выселок деревни Чурина (ныне не существует) с 40 дворами, в XIX веке существовала как околоток этой деревни. В 1897 году было учтено 392 жителя, в 1906 — 84 двора, 417 жителей, в 1926 — 97 дворов, 432 жителя, в 1939—471 житель, в 1979—291. В 2002 году было 93 двора, в 2010 — 76 домохозяйств. В 1930 году был образован колхоз «Шмидт», в 2010 году действовали СПК «Восток» и ООО «Восток». До 2021 года входила в состав Алманчинского сельского поселения до его упразднения.

## Население
Постоянное население составляло 200 человек (чуваши 98 %) в 2002 году, 177 в 2010.